# Lycée Camille-Sée
Pour les articles homonymes, voir Sée (homonymie).
Lycée Camille-Sée de Colmar
Le lycée Camille-Sée est un établissement d'enseignement secondaire public situé à Paris dans le 15e arrondissement  et accueillant en majorité des lycéens et des collégiens du secteur Ouest (7e, 15e et 16e arrondissements de Paris). 
Construit dans les années 1930, le bâtiment, caractéristique du style art déco, est inscrit à l'inventaire des monuments historiques en 1995. 
À l'origine un lycée de jeunes filles, le lycée est nommé en hommage à l'homme politique Camille Sée qui entreprit des réformes en faveur de l'éducation des jeunes filles sous la Troisième République.

## Situation
Le collège et le lycée Camille-Sée ont leur entrée principale au 11, rue Léon-Lhermitte, au coeur du 15e arrondissement, face au square Saint-Lambert. Le bâtiment principal occupe un bloc d'immeubles entier : il est encadré par la rue Léon-Lhermitte au sud, la rue du Docteur-Jacquemaire-Clémenceau à l'est, la rue Mademoiselle au nord et la rue Gustave Laroumet à l'ouest.  
L'établissement possède également une annexe de construction plus récente destinée aux activités sportives ; son entrée est située rue Mademoiselle, à une quarantaine de mètres au nord de l'établissement. Les terrains de l'annexe se développent entre la rue Joseph-Liouville et la rue Quinault dans un espace partagé avec un immeuble d'habitation et le lycée professionnel Brassaï.

## Histoire
La construction du lycée Camille-Sée a été décidée cinquante ans après celle du lycée Buffon, alors le plus récent lycée du secteur. Il lui a été donné le nom du député qui a déposé le projet de loi sur l'enseignement des jeunes filles, le 29 octobre 1878, loi qui a été âprement discutée et enfin adoptée en 1880. L'inauguration eut lieu le 1er juin 1935. La première directrice en fut Marie-Thérèse Évrard.
À la fin de la Seconde Guerre mondiale, le lycée est provisoirement transformé en hôpital.
Le bâtiment a été construit sur l'emplacement des terrains de l'usine à gaz de Vaugirard, d'où s'envola en 1870, lors du siège de Paris, le ballon transportant Léon Gambetta. Les travaux sont menés par l'architecte François Le Cœur, dont le fils a repris le chantier à la mort de ce dernier. La surface allouée était exiguë, ce qui explique que le bâtiment comporte cinq étages ainsi que trois niveaux sous le niveau de la rue. De plus, des fondations importantes ont dû être effectuées car la construction reposait sur une couche sablonneuse, elle-même située sur un lit d'argile. 
Construit en béton, et granite rose concassé avec des débris de marbre, ses murs extérieurs sont austères, tandis qu'à l'intérieur, la mosaïque au dessin de labyrinthe de la cour, et celles des halls sont typiques des années 1930.
D'un pavillon, actuellement fermé, situé dans le square Saint-Lambert en face, un souterrain permettait aux élèves de rejoindre ou de quitter leur établissement. L'entrée principale par la rotonde était alors exclusivement réservée au corps enseignant et administratif.
La circulation entre les premier, deuxième et troisième étages de l'aile centrale était autrefois facilitée par des escaliers mécaniques, aujourd'hui disparus pour des raisons de sécurité.
L'établissement proposait autrefois une classe préparatoire aux grandes écoles littéraires.
Une plaque commémorative en l'honneur de l'architecte François Le Coeur est inaugurée en 1994 par le Premier ministre Édouard Balladur.

## L'établissement actuel

### Description

#### Bâtiment principal
L'établissement est composé principalement d'un bâtiment, situé en face du square Saint-Lambert. Il est très représentatif du style Art déco des années 1930, du fait de ses larges galeries au sol recouvertes de faïences, de sa cour pavée et de sa rotonde. Il est composé de 6 niveaux desservis par quatre escaliers.
- Au rez-de-cour se trouvent exclusivement des salles du collège donnant sur la cour
- Au rez-de-chaussée, se situent l'entrée principale, les bureaux du proviseur et du proviseur-adjoint, les secrétariats du collège et du lycée, les salles de musique, une des salles d'anglais pour la section internationale britannique ainsi que le réfectoire.
- Au 1er étage, se situent des salles de cours du collège et du lycée, des salles informatiques, le CDI, la vie scolaire ainsi que l'infirmerie.
- Le 2e étage héberge principalement des salles de langue pour le collège mais aussi le lycée.
- Au 3e étage, on y trouve exclusivement les salles du lycée, ainsi que les bureaux du conseiller principal d'éducation
- Au 4e étage, se situent les laboratoires de sciences de la vie et de la Terre, de physique-chimie ainsi que des options scientifiques.
- Au 5e étage, se situent la salle d'arts plastiques ainsi qu'une salle de sciences de la vie et de la Terre.

#### Annexe
L'établissement Camille-Sée a aussi une annexe de construction plus récente qui sert de gymnase au lycée et au collège. Elle possède plusieurs terrains multisports. On peut y pratiquer un grand nombre de sports du badminton à la gymnastique en passant par la musculation (avec la présence d'appareils de musculation).

### Section internationale britannique
Le lycée offre depuis 2010 un programme préparant les élèves au baccalauréat français international (BFI) en section britannique. Il existe à présent des classes jusqu'à la terminale et dans les trois filières, S, ES et L. Les élèves de la section ont obtenu 100 % de réussite au bac en juin 2017 et 35 % de mentions très bien.  

### Section classes à horaires aménagés pour sportifs
Depuis la rentrée 2012, l'établissement Camille-Sée accueille des classes à horaires aménagés pour sportifs (CHAS) finissant ainsi à 14 h 30 tous les jours.

### Classement de l'établissement
En 2016, le lycée se classe 93e sur 110 au niveau départemental quant à la qualité d'enseignement, et 1681e au niveau national. Le classement s'établit sur trois critères : le taux de réussite au bac, la proportion d'élèves de première qui obtient le baccalauréat en ayant fait les deux dernières années de leur scolarité dans l'établissement, et la valeur ajoutée (calculée à partir de l'origine sociale des élèves, de leur âge et de leurs résultats au diplôme national du brevet).

## Personnalités liées au lycée
- Simone de Beauvoir y a enseigné, en 1939.
- Jeanne Dumont y était professeur de lettres lorsqu'elle sauva une famille juive, ce qui lui valut d'être reconnue Juste parmi les nations[8].
- Maurice Clavel y a enseigné dans les années 1960 ainsi que Janine Méary.
- La femme politique Marie-Caroline Le Pen y a également été élève[9].
- En 1986, l'homme d'affaires et de médias Matthieu Pigasse y obtient un baccalauréat série A (littéraire) avant d'intégrer Sciences Po et l'ENA
- L’homme politique Antoine Armand y a fait sa scolarité.

## Accès
La station de métro la plus proche de l'établissement est Commerce sur la ligne 8, située à environ 300 m à l'ouest. A faible distance, les élèves peuvent également rejoindre les stations Avenue Emile Zola sur la ligne 10 et Vaugirard sur la ligne 12.

## Culture
Le lycée se trouve au centre d'une scène du film L.627 (1992).
Le dernier épisode de la série Bref de Canal+, se déroulant dans l'enceinte du square Saint-Lambert, se termine par un plan sur l'établissement scolaire.
Les murs du lycée ont aussi accueilli le tournage du film 120 battements par minute (2017) de Robin Campillo, film retraçant la bataille d'Act Up-Paris dans les années 90 contre le Sida, face à l'indifférence nationale.